# Fiesta del Charco
La Fiesta del Charco o de la Embarbascá es una tradición festiva, con siglos de historia, que se lleva a cabo en el municipio de La Aldea de San Nicolás de la isla de Gran Canaria, cada 11 de septiembre para celebrar las fiestas patronales de San Nicolás de Tolentino. Constituye una de las manifestaciones festivas más importantes, populares y multitudinarias que se celebran en Canarias.

## Origen
La Fiesta del Charco trata de representar y hacer homenaje al modo de vida de los antepasados canarios. Esta celebración revive una antigua técnica de pesca aborigen denominada embarbascada, que consistía en verter savia de plantas como el cardón o la tabaiba para provocar un efecto sedante a los peces de los charcos del litoral y, así, poder capturarlos más fácilmente con las manos. 
Esta práctica se mantuvo con vida en la isla hasta bien entrado el siglo XX, hasta que se convirtió en tradición de las fiestas patronales del norte de la isla, donde se encuentra El Charco que da nombre a la tradición. A un lado de El Charco se encuentran El Alambique y la Cueva de El Roque, una oquedad junto al mar donde los mallorquines, a mediados del siglo XIV, constituyeron una ermita en honor a San Nicolás de Tolentino y, al otro lado, el yacimiento arqueológico de Los Caserones.
En el marco de esta festividad de San Nicolás de Tolentino se celebra la fiesta del Charco, dado que es un elemento representativo y valorado en la isla.

## Procedimiento y reglas
Tal y como ordena la costumbre, los participantes deben situarse en pie, rodeando el charco sin tocar el agua. Para poder hacerlo se marca, primeramente, el perímetro exterior de la laguna con una línea de cal, la cual no se debe sobrepasar hasta que se dé el pistoletazo de salida. 
El 11 de septiembre, a las cinco de la tarde, un cohete lanzado por el alcalde del municipio da la señal de aviso para comenzar la pesca. A partir de ese momento, comienza la carrera de los participantes, quienes se tienen que lanzar en masa al agua inmediatamente para atrapar los peces con las manos (normalmente lisas), aunque está permitido, también, usar cestos o guelderas rememorando, así, el origen de la festividad. 
Usualmente, dada el carácter divertido y festivo del espectáculo, quienes se introducen en el agua tratan de llevar a su interior a los que permanecen en la orilla contemplando.

## El Charco
El Charco, situado en La Aldea de San Nicolás, es el escenario natural en el que tiene lugar el festejo. Se encuentra entre las montañas de  Güigüí y el océano Atlántico, ocupando el centro de la desembocadura del barranco de La Aldea a escasos metros del mar. 
Se trata de una pequeña laguna costera, popularmente conocidas en Canarias como marciegas, producida por la inundación y encharcamiento de agua marina debido a la subida el nivel del mar en la época en las que se producen las mareas vivas de septiembre o mareas del Pino en Gran Canaria, sumado a los aportes de las sucesivas escorrentías del barranco de la Aldea que se producen a consecuencia de las lluvias.
La profundidad habitual del Charco no suele superar los 1,50 metros de altura y el fondo está formado por depósitos sedimentarios y cantos rodados procedentes del arrastre del barranco. 
Toda la zona consta de un área de 40 286,864 metros cuadrados y un perímetro de 1103,659 metros lineales.

## Anécdotas históricas
- En 1766, el obispo Delgado y Venegas se escandalizó al observar que la gente iba ligera de ropa en la Fiesta del Charco.[3] Así que decidió obligar a los pueblerinos a ir vestidos por completo al entrar en la charca. Quien transgrediera esta norma se enfrentaría a diversas penas como multas, excomunión e incluso cárcel. El obispo argumentaba, en su defensa, que era una ofensa y un pecado que personas de sexos opuestos coincidan sin apenas ropa en una festividad como esta. Delgado y Venegas sostenía que:

"el desorden que siempre ha habido en este lugar cuando se celebra la embarbascá o Fiesta del Charco (…) echándose en él y mezclándose hombres y mujeres casi desnudos (…) pecando mortalmente en tal depravada diversión (…)".

- En 1887, Víctor Grau-Bassas, médico y etnógrafo, deja valiosos dibujos de escenas divertidas de la Fiesta del Charco, que, más de un siglo después del incidente con el obispo, continuaba centrándose en la pesca, sobre todo de la lisa, con el tradicional jolgorio de la gente. Grau, por tanto, confirma la alegría y singularidad de esta fiesta y el vigilante papel de la Iglesia y la Alcaldía. Los tiempos estaban cambiando en todos los órdenes de la vida social y económica y se reflejaban muy bien en las ilustraciones.
- La primera fotografía - la más antigua que se conserva - del acto festivo procede de la familia Pérez Galdós, la cual nos presenta una panorámica del instante estelar de la fiesta, con todos los pescadores expectantes, donde se puede apreciar la gran cantidad de personas que asistían ya en aquel entonces e incluso algunas cañas de pescar.
- Más tarde, comenzó a regularse la práctica, al prohibirse el uso de redes y cañas y con el establecimiento de la delimitación de su espacio mediante la raya de cal blanca perimetral, dado que comenzaron a acudir gran cantidad de personas procedentes, de otros municipios e islas.
- Como fiesta multitudinaria, cada año, suelen acudir y participar de esta actividad unas 15 000 personas.[4]

## Valor patrimonial
La pequeña laguna donde se celebra la fiesta del Charco ha sido declarada y reconocida como un Bien de Interés cultural por el Gobierno de Canarias, con una categoría de Sitio Etnológico, dada su gran influencia simbólica, paisajística y la fuerza representativa de la cultura y la historia de Canarias.
Se aprobó en el “Decreto 205/2008, de 7 de octubre, por el que se declara Bien de Interés Cultural, con categoría de Sitio Etnológico ‘El Charco de la Aldea’, situado en el término municipal de La Aldea de San Nicolás, isla de Gran Canaria”.